# 会社は学校じゃねぇんだよ
『会社は学校じゃねぇんだよ』（かいしゃはがっこうじゃねぇんだよ）は、2018年4月21日からAbemaTVで配信されているテレビドラマである。全8話。

## 概要
AbemaTV開局2周年を記念して制作する完全オリジナルドラマである。本作品の企画者でサイバーエージェント代表取締役社長藤田晋の著書『渋谷ではたらく社長の告白』（幻冬舎文庫）を下敷きに「夢・恋愛・金・友情」を主題にした反逆と成功の物語を熱く描く。三浦翔平は、本作品がドラマ初主演である。
三浦と脚本を手掛ける鈴木おさむは『奪い愛、冬』以来の顔合わせで、早乙女太一とは『髑髏城の七人』に続く共演となる。
2018年4月2日の2018年度サイバーエージェント入社式に三浦が登場し、新入社員は写真撮影やSNSへ投稿は禁止されていたが、インターネットの会社がSNSを禁止する姿勢に疑問を呈した三浦は、本作品の宣伝も兼ねて笑顔で快諾し、藤田や新入社員と共に本作品のタイトルをコールしながら写真撮影に臨んだ。
2018年2月17日に撮影開始し、4月16日に終了した。
メディアミックス・ジャパンよりAbemaTVに出向中の神通勉の発案により、テレビドラマとの違いを表すため、意図的に「番組枠」を壊す試みをしており、60分枠ながら番組後半は出演者によるトーク番組で構成し、ドラマ本編と合わせて60分となっている。
2018年6月9日の最終話放送日、同日行われていた打ち上げ会場から生中継が放送される。主題歌を担当しているAK-69が登場し、さらにサプライズゲストでUVERworldのTAKUYA∞が登場。スペシャル生ライブとして「Forever Young feat. UVERworld」を熱唱した。
本作を収録したDVD版がハピネットによって発売された。
2021年9月、続編となる野村周平主演『会社は学校じゃねぇんだよ 新世代逆襲編』が同年10月より配信開始されることが発表された。

## あらすじ

### プロローグ
学生時代に渋谷で、仲間たちが集まって作ったSNSサービス会社「渋通」の社長をしていた元ギャル男・藤村 鉄平は、偶然に書店で目にした「ビジネス書籍」を見て心から感動する。その著者である社長・沢辺 進の下で働くために、「渋通」を仲間に託して、沢辺の会社ビッドバレーエージェントへと入社する。
しかし、広報担当として沢辺のおべっか記事ばかりの繰り返しで、1年間まともな仕事をさせてもらないストレスから、営業トップの頭脳派・火高 拓海とインターンの笹川 翔太と共に、社内ベンチャー企画募集に応募する。しかし、自分たちの企画をパクったコネ入社の先輩社員・山野の下で働かされることになってしまう。
いい加減で横暴な山野に怪我まで負わされ、沢辺社長に訴えるも「悪いのはお前だ」と言われた挙句、「ビジネス書籍は出版社が書いたもの」だと嘲笑された鉄平は、山野と沢辺に「会社は学校じゃねぇんだよ！」と宣戦布告して会社を辞め、火高と笹川の3人でベンチャー起業を目指す。(第1話まで)

### シードステージ編
渋谷の一等地にオフィスを構えようとした鉄平たちだったが、やっと見つけた投資家に裏切られ、その裏側に沢辺の暗躍があり、沢辺のスパイとして翔太が情報を流していたことを知る。「会社は学校じゃねぇんだよ！」と叫んだ鉄平は、火高と2人で床に落ちたパスタを食べて、有名投資家の森永の心を掴んで3000万円の出資を得て、「株式会社サイファークリエイション」を起業する。(第2話まで)
頼みの綱だった「渋通」は、親友だった谷沢には深く恨まれており、「渋通」はビッドバレーエージェントと業務提携していたことを知る。鉄平は1000万円を元手に、「渋通」傘下のインフルエンサー100人を引き抜いていて反撃していく。しかし、谷沢に呼び出されたバーで、引き抜いたインフルエンサーの金を突き返された鉄平は、「会社は学校じゃねぇんだよ！」と叫んで全裸になる。(第3話まで)
元モデルの華子を仲間に引き入れ、フリーの女性モデル仲間80人をインフルエンサーにしようとするが、沢辺の暗躍によってモデル達の多くが引き抜かれてしまう。わずか30人のモデル達を活かすため彼女たちを社員化した鉄平は、「盗撮」をテーマにしたSNSサイトを企画して、変人の天才プログラマー堀田 貴之にアプリ開発を依頼。競合するビッドバレーエージェントとのプレゼンに勝利する。(第4話まで)

### アーリーステージ編
2年後……、事業を軌道に乗せた鉄平たちは、2年以内の上場を目指していた。新規事業として鉄平が企画したのは、仮想恋愛をテーマにした画期的サービス『ビットラブ』。多額の予算が必要な状況で、因縁のある沢辺から「インフルエンサー事業を10億で買いたい」とオファーがあり、鉄平は「華子を含めたインフルエンサー事業の売却」を決意する。(第5話まで)
幹部メンバーたちの売却反対の中で、華子の「夢を追う姿を見ていたい」という賛成票によって、インフルエンサー事業は事業譲渡される。サイファーを離れることになり、鉄平に告白して振られた華子は、その夜に交通事故で大型トラックに撥ねられて亡くなってしまう。(第6話まで)
華子の代わりに、経営陣の誰かが責任者としてビットバレー社へ行く必要があったため、翔太がその役を引き受け、副社長の火高が退社する。その後、公開された『ビットラブ』は800万ダウンロードを突破する人気になるが、『ビットラブ』に特許侵害の疑いが出てくる。(第7話まで)
とあるプログラマーによって取得されていた特許は、虎屋によって20億円で買収され、『ビットラブ』はサービス停止になるかどうかの危機に陥る。50億円の買取費用を賄おうとするが、周りに誰もいなくなった鉄平に魅力を感じない森永は、50億円の投資を断る。失意の鉄平の前に火高が駆けつけ、沢辺から出資してもらうことを提案。沢辺は50億円を出資する代わりに「34％の株」を要求し、鉄平はそれに応じる。

### エピローグ
数年後、50億円で特許を買い取って、ビットバレーはサービス継続することになったサイファーは、東証一部に上場。翔太はビットバレー社を辞めて、サイファーの子会社の社長に就任。「21世紀を代表する会社」が現実に近づいてきたことを実感するところで、物語はいったん終了する。(第8話まで)

## キャスト

### サイファークリエーション
藤村 鉄平
演 - 三浦翔平
主人公。学生時代に渋谷で会社「渋通」を設立して社長をしていた元ギャル男。偶然本屋で目にしたビッドバレーエージェントの沢辺の本を目にし、ギャル男を辞め沢辺の会社に入社するも理不尽な扱いを受け、自ら辞める。その後起業し、21世紀を代表する会社を作るため「サイファークリエーション」を設立し、社長となる。
原案の藤田晋をモデルにしているが、現在進行形の話にするためWAVEST代表・松村淳平の要素が加わり、名前も合わせたものとなっている。
火高 拓海
演 - 早乙女太一
鉄平の同期。営業トップの成績でかなりの頭脳派。鉄平と共にビッドバレーエージェントを辞め、共に起業する。サイファークリエーションの設立メンバー。常に冷静で鉄平が突っ走り過ぎた時のストッパーで、副社長で鉄平の右腕である。華子に恋心を寄せる。
モデルはサイバーエージェントの共同創業者・日高裕介。
水川 華子
演 - 宇野実彩子
元モデルで事務所をクビになり、自ら起業しようとしていたところ鉄平に出会う。サイファークリエーションの看板、インフルエンサー事業設立に関わり、モデルたちのまとめ役として活躍する。鉄平に恋心を寄せる。沢辺の会社にインフルエンサー事業が売却され、これから……という時に不慮の事故で亡くなる。
笹川 翔太
演 - 松岡広大
ビッドバレーエージェント時代にの大学生インターンとして鉄平たちに出会う。鉄平たちの起業際、親の借金を返済するため、沢辺のスパイとしてサイファーに潜入するも、沢辺に切り捨てられビッドバレーエージェントをクビになる。行く当てがなくなった時、一度裏切ったにもかかわらず鉄平に受け入れられ、サイファーで働く。
堀田 貴之
演 - 柄本時生
天才プログラマー。投資家、森永泰三と仲がいい。沢辺に依頼されプログラムを作成するも、泰造の悪口を言われ消去してしまう。鉄平たちにアプリの開発を頼まれ引き受け、サイファーの仲間になる。いつもグミを食べており、腐ったピザのカビを育てるなどかなりの変人。
モデルは堀江貴文。

### ビッドバレーエージェント
沢辺 進
演 - 豊原功補
ビッドバレーエージェント社長。金のためなら人を裏切ることも厭わない非情極まりない性格。起業する鉄平たちの邪魔を繰り返す。泰三の腹違いの兄で、かつて共に働いていた泰三をでっち上げのセクハラ事件で辞職に持ち込んだ過去がある。
鉄平と巧海の元上司である点など、宇野康秀がモデルの一部とされる。
黒沢 武雄
演 - 池田鉄洋
ビッドバレーエージェントの専務。沢辺の元で働いている。
山野 太一朗
演 - 篠原篤
ビッドバレーエージェント勤務。元鉄平たちの先輩で、沢辺も世話になっている代理店の息子。縁故入社で贔屓されており、鉄平たちの作った企画をパクったり、いじめを楽しんだりとどうしようもない性格をしている。

### 投資家
森永 泰三
演 - 松岡充（特別出演）
有名投資家。人の未来に投資する人情派。鉄平達が投資のお願いに来た時、床にパスタを落とし煽るが、そのパスタを食べる二人の姿を見て投資を決心する。沢辺の腹違いの弟。関西弁で喋る。
村上世彰がモデルの一端となっている。

### 渋通
谷沢 竜彦
演 - 浅香航大
ギャル男時代の鉄平の仲間で共に会社「渋通」を立ち上げたが、鉄平が突如辞めて会社を継ぐ。その時のことを今も根に持っており、鉄平のことをひどく恨んでいる。

### モデル関係者
美紀
演 - 島崎遥香
華子の後輩でモデル仲間。最初は華子の起業に協力していたが、自分の事務所が決まると早々に手を引くちゃっかり者。
麗子
演 - 森矢カンナ
華子の昔のモデル仲間。人気雑誌の現役モデルの傍、サロンでも働いており資金繰りに困っていた華子に沢辺を紹介している。
亜美
演 - 糸原美波
華子の後輩でモデル仲間。事務所をクビになったが、華子に誘われてサイファークリエーションで働いている。
沙耶
演 - 比嘉梨乃
華子の後輩でモデル仲間。事務所をクビになったが、華子に誘われてサイファークリエーションで働いている。
水川 雪子
演 - 中村ゆりか
華子の妹で大学生。姉の華子と二人暮らしで、華子のことを尊敬している。

## スタッフ
- 企画 - 藤田晋
- 脚本 - 鈴木おさむ
- 主題歌 - AK-69「Forever Young feat.UVERworld」
- 監督 - 藤井道人、逢坂元、Yuki Saito
- プロデューサー - 神通勉、谷口達彦、髙橋良昌、瀬崎秀人、浅石優子
- 宣伝プロデューサー -  小出亮太（AbemaTV）
- 制作プロダクション - ROBOT
- 製作著作 - AbemaTV

## 配信日程
| 話数    | 配信開始日 | サブタイトル                 | 監督       | 時間 |
| ------- | ---------- | ---------------------------- | ---------- | ---- |
| 4月21日 | 第1話      | ギャル男社長の逆襲           | 藤井道人   | 34分 |
| 4月28日 | 第2話      | 3000万の出資者を探せ!        | 藤井道人   | 34分 |
| 5月5日  | 第3話      | 衝撃！サロンde全裸           | 逢坂元     | 38分 |
| 5月12日 | 第4話      | 起死回生の盗撮大作戦！       | 藤井道人   | 36分 |
| 5月19日 | 第5話      | 社内激震！社長の非常なる決断 | Yuki Saito | 35分 |
| 5月26日 | 第6話      | 私の生きている意味           | Yuki Saito | 41分 |
| 6月2日  | 第7話      | 忍び寄る崩壊の足音…          | 藤井道人   | 42分 |
| 6月9日  | 第8話      | 一発逆転！50億円の秘策!!     | 藤井道人   | 41分 |

## まだまだ終わりじゃねぇんだよ
本編終了後に放送されるメイキング番組。撮影現場で出演者が自由気ままにトーク。この番組内の「宣伝大使」に任命された松岡広大が、楽屋での様子やインタビューを撮影。ここでしか見ることのできない出演者の素顔やマル秘裏話が満載。

## 副音声ビデオ
出演者が会社は学校じゃねぇんだよを見ながらコメントしている副音声付き本編がビデオ限定で公開。
副音声ゲスト
- #1 - 三浦翔平、早乙女太一、宇野実彩子、松岡広大、柄本時生
- #2 - 三浦翔平、早乙女太一
- #3 - DJ社長、DJふぉい
- #4 - 三浦翔平、松岡広大、篠原篤
- #5 - 早乙女太一、松岡広大
- #6 - 三浦翔平、鈴木おさむ
- #7 - 早乙女太一、柄本時生
- #8 - 三浦翔平、早乙女太一、松岡広大、藤井道人